# Nagy Sándor (gyorsíró)
Nagyrévi Nagy Sándor (Sárospatak, 1844. március 3. – Budapest, 1918. június 17.) műegyetemi könyvtárőr, a szépírás tanára, Nagy Béla postatiszt és író testvérbátyja. 

## Élete
Nagy Ferenc könyvkötő és könyvárus és Nagy Erzsébet fia. Középiskolai tanulmányait szülővárosában 1861-ben végezte. Ekkor a lelkészi pályára lépett és egy évig még Sárospatakon tanult, azután Debrecenbe ment, ahol református hittani tanulmányait bevégezte. Innét Asszonyvásárára (Bihar megye), később Felsőbányára ment tanítónak. 1868 őszén Pestre ment és a műegyetemre iratkozott be, de félév múlva anyagi viszonyai miatt hivatal után nézett és akkor a földművelési minisztériumban írnokoskodott, majd a Corvina Könyvkiadó Részvénytársaságnál titkár volt.
1869. november 1-jén könyvtári segédnek nevezték ki a műegyetemhez, könyvtári segéd, könyvtártiszt és könyvtárőr is volt. 1872-ben ismerkedett meg a gyorsírással és ezen a réven Markovits Ivánnal. A Gabelsbergeri rendszerből tanári oklevelet szerzett és mint szerkesztő az ügynek nagy szolgálatot tett. A gyorsírás népszerűsítését tűzte ki céljául úgy, hogy azt ne csupán a középiskola magasabb osztályaiban, hanem az elemi iskolában is elsajátíthassák, sőt azt az iparosok és földművelők körében is óhajtotta terjeszteni. Ezen célból 1877-ben a magyar gyorsírók egyesületét megalapította. 1898-ban az országos gyorsírási szakvizsgákra kiküldött bizottság rendes tagjának nevezték ki. Rendszere megalapításán és terjesztésén buzgón fáradozott. Szépírás-mintái az országban nagy elterjedést nyertek és ennek alapján a műegyetemen, a kereskedelmi akadémián, a gyakorló gimnáziumban tanított is. Az Országos Közoktatási Tanács és közoktatási minisztérium megbízta a középiskolai tanterv szépírási részének kidolgozásával.
Szerkesztette a következő kőnyomatú lapokat: Kezdő Gyorsíró (1874–77), Gyorsírászati Könyvtár (1875–76), Gyorsírászati Lapok (1875–76), Gyakorló Gyorsíró (1875–76), Népszerű Gyorsíró (1877–1901), Népszerű Gyakorló Gyorsíró (1878–80), Szépírás (1885), Alkalmi Lapok a sárospataki első érettségi vizsga 1861. emlékére (1891) Budapesten.
Arcképe: Rézmetszet, készítette Doby Jenő; kiadta a magyar gyorsírók egyesülete, negyed százados fennállása és N. 25 éves elnöki működése emlékéül.

## Írásai
A sárospataki Kartácsban (1859) közölt adomákat; a Nefelejcsben (1866. 31. sz. levele Székelyhídról y. r. aláírással); a Gyorsírászati Lapokban (főmunkatárs, 1874-75. Elemi gyorsírás, Egy magyar gyorsíró szövetség eszméje, 1875-76. A gyorsírás reformja, A népszerű gyorsírás, A fonografia); a Gyakorló Gyorsíróban (1874. főmunkatárs, Reformok, A folyékony írásról); a Népszerű Gyorsíróban (1877-78. Az új rendszerről, Rövidítések, Gyorsírási abc, A gyakorló iskolákról, Közeledés a Gabelsberger iskola részéről rendszerünk felé, 1878-79. Az írás egyszerűsítése, Az írás története, 1879-80. A szanszkrit gyorsírás, 1894-96. Gyakorlatok az iskolai gyorsíráshoz, A külföldi portéka a gyorsírás terén, sat., 1896-97. Rendszerünk keletkezése, Versenyírás, 1897-98. Eszményi gyorsírás, Rendszerünk győzelme sat., 1898-99. A reform és a tespedés, Egy lap a magyar gyorsírás történetéből sat., 1899-900. Több világosságot, Vádak, A gyorsírás az iskolában, A negyedszázad végén, Markovits rendszer sat., 1900-901. Hiuság a gyorsírásnál, Beszámolás, Múzeum, Szellemi anarchismus, Versenyírás, Hogyan tanulják a Gabelsberger rendszert? A gyorsírás reformja, Gabelsberger betűi, Taylor rendszer, Betűszerinti kiírás, 1901-902, Pitman rendszer, Bucsúszó); a Népszerű Gyakorló Gyorsíróban (1878-79. Szójegyek, jelvények készítése, Utasítás a levelezési jelvények használatára, A gyorsírás szépírászata, Mikép lehetne a Gabelsberger-rendszert egyszerűsíteni? Népszerű gyorsírás, 1877. A gyorsírás lényege, Az új gyorsírási rendszerről); a Szépírásban (1885-86. Szépírás a reáliskolai tantervben, A műszavak kérdéséhez, Hogyan ne taníttassuk gyermekeinket? Utasítás jó folyóírás elsajátítására, Az írás iránya, Magánhangzóink, Cyrill és muszka írás sat.); a Nemzeti Iskolában (1890. Gondolatok az adózás felett); a M. Prot. Néptanítóban (1892. Az álló betűk).

## Munkái
- Gyorsírási olvasmány. A Gabelsbergi rendszer szerint. Budapest, 1874.
- A gyorsírás történelmének rövid vázlata a jelesebb rendszerek illustratiójával s függelékül: Útmutatás a gyorsírás-tanári vizsga letételére. Budapest, 1874.
- Gyorsírászati Könyvtár. Budapest, 1874-1875. Négy kötet.
- Az összes levelezési jelvények és monogrammok gyorsírási és közönséges írási betűrendben. Budapest, 1874. (2. kiadás. Budapest, 1876.).
- Gyorsírászati rövid tankönyv. Budapest, 1875. (2. kiadás 1875., 3. k. 1878., 4. k. 1890. Budapest).
- Vitaírási jelvények és rövidítések. Budapest, 1875.
- Nagy Sándor rendszer szerint Népszerű gyorsírás. Budapest, 1876. (2. kiadás 1877., 3., 4. és 5. k. 1878., 6. k. 1880., 7., 8. és 9. k. 1894., 10. k. 1899., 11. k. 1900. Budapest).
- Iskolai gyorsírás tankönyve. Budapest, 1878. (2. k. 1895., 3. k. 1897. Budapest).
- Táblázata az iskolai gyorsírásban előforduló rövidítéseknek. Budapest, 1879. (2. k. 1882., 3. k. 1895. Budapest).
- Szépírási minták. Saját módszere szerint iskolai és magánhasználatra. Budapest, 1883-1902. (Kilencz kiadás).
- Rondírás. Budapest, 1883-1902. (Öt kiadás).
- Neueste methodische Schreibschule für die deutsche Schrift. Budapest. 1884-1902. (Öt kiadás). Mind kőnyomatban jelent meg.
- Parlamenti irás. Budapest, 1899.